# لیگ برتر هندبال مردان ایران
لیگ برتر هندبال ایران یک لیگ حرفه‌ای هندبال است که میان تیم‌های ایرانی توسط فدراسیون هندبال ایران برگزار می‌شود، این مسابقات در فصل ۱۴۰۱، با شرکت ۱۲ تیم و به صورت رفت و برگشت برگزار می شود.

## تیم‌های حاضر در فصل ۱۴۰۱
| باشگاه                 | شهر      | استان                |
| ---------------------- | -------- | -------------------- |
| پیکان                  | سبزوار   | خراسان رضوی          |
| نفت و گاز              | گچساران  | کهگیلویه و بویر احمد |
| نیروی زمینی شهید شاملی | کازرون   | ‌‌فارس                 |
| سپاهان                 | اصفهان   | اصفهان               |
| سپاهان نوین            | اصفهان   | اصفهان               |
| گیتی پسند              | اصفهان   | اصفهان               |
| مس                     | ‌کرمان    | کرمان                |
| پلیمر                  | خرم آباد | لرستان               |
| زغال سنگ               | طبس      | خراسان جنوبی         |
| هوانیروز               | اصفهان   | اصفهان               |
| ایرالکو                | اراک     | مرکزی                |
| ‌فراز بام               | دهدشت    | کهگیلویه و بویراحمد  |

## قهرمانان
| فصل   | قهرمان             | نایب قهرمان          | رتبه سوم             |
| ----- | ------------------ | -------------------- | -------------------- |
| ۱۳۷۰  | انتظام اصفهان      | ذوب‌آهن اصفهان        | پیکان سبزوار         |
| ۱۳۷۱  | ذوب‌آهن اصفهان      | انتظام اصفهان        | پیکان سبزوار         |
| ۱۳۷۲  | ذوب‌آهن اصفهان      | پیکان سبزوار         | سرم سازی ثامن مشهد   |
| ۱۳۷۳  | ذوب‌آهن اصفهان      | کارتن سازی مشهد      | پیکان سبزوار         |
| ۱۳۷۴  | ذوب‌آهن اصفهان      | پیکان سبزوار         | کارتن سازی مشهد      |
| ۱۳۷۵  | ذوب‌آهن اصفهان      | سپاهان اصفهان        | پیکان سبزوار         |
| ۱۳۷۶  | ذوب‌آهن اصفهان      | پیکان سبزوار         | مقاومت اصفهان        |
| ۱۳۷۷  | سپاهان اصفهان      | ذوب‌آهن اصفهان        | پیکان سبزوار         |
| ۱۳۷۸  | پیکان سبزوار       | ذوب‌آهن اصفهان        | سپاهان اصفهان        |
| ۱۳۷۹  | سپاهان اصفهان      | پیکان سبزوار         | ذوب‌آهن اصفهان        |
| ۱۳۸۰  | پیکان سبزوار       | سپاهان اصفهان        | پیروزی اصفهان        |
| ۱۳۸۱  | سپاهان اصفهان      | شهید قندی یزد        | شهرداری کرمان        |
| ۱۳۸۲  | سپاهان اصفهان      | صنام اصفهان          | شهید قندی یزد        |
| ۱۳۸۳  | سپاهان اصفهان      | پرسپولیس اصفهان      | شهرداری کرمان        |
| ۱۳۸۴  | سپاهان اصفهان      | شهرداری کرمان        | دانشگاه آزاد اصفهان  |
| ۱۳۸۵  | سپاهان اصفهان      | شهرداری کرمان        | مس کرمان             |
| ۱۳۸۶  | سپاهان اصفهان      | پارس جنوبی تهران     | شهرداری کرمان        |
| ۱۳۸۷  | ذوب‌آهن اصفهان      | پارس جنوبی تهران     | سپاهان اصفهان        |
| ۱۳۸۸  | سپاهان اصفهان      | ذوب‌آهن اصفهان        | مس کرمان             |
| ۱۳۸۹  | سپاهان اصفهان      | ذوب‌آهن اصفهان        | مس کرمان             |
| ۱۳۹۰  | سپاهان اصفهان      | ثامن الحجج سبزوار    | ذوب‌آهن اصفهان        |
| ۱۳۹۱  | ثامن الحجج سبزوار  | ثامن الحجج مشهد      | مس کرمان             |
| ۱۳۹۲  | ثامن الحجج سبزوار  | ثامن الحجج مشهد      | سنگ آهنگ بافق        |
| ۱۳۹۳  | ثامن الحجج سبزوار  | منیزیم فردوس         | ثامن الحجج مشهد      |
| ۱۳۹۴  | منیزیم فردوس       | نفت و گاز گچساران    | مس کرمان             |
| ۱۳۹۵  | شهرداری کاشان      | نفت و گاز گچساران    | سپاهان اصفهان        |
| ۱۳۹۶  | نفت و گاز گچساران  | شهرداری کازرون       | ‌سپاهان اصفهان        |
| ۱۳۹۷  | سپاهان اصفهان      | زاگرس اسلام آباد غرب | فراز بام دهدشت       |
| ۱۳۹۸* | مس کرمان           | نیروی زمینی کازرون   | ذوب‌آهن اصفهان        |
| ۱۳۹۹  | نیروی زمینی کازرون | مس کرمان             | سپاهان اصفهان        |
| ۱۴۰۰  | سپاهان اصفهان      | نیروی زمینی کازرون   | مس کرمان             |
| ۱۴۰۱  | سپاهان اصفهان      | نیروی زمینی کازرون   | مس کرمان             |
| ۱۴۰۲  | سپاهان اصفهان      | نیروی زمینی کازرون   | مس کرمان،سپاهان نوین |
| ۱۴۰۳  | مس کرمان           | نیروی زمینی کازرون   | گیتی پسند اصفهان     |
| ۱۴۰۴  | سپاهان اصفهان      | مس کرمان             | نیروی زمینی کازرون   |

- در فصل ۱۳۹۸ مسابقات به دلیل شیوع "ویروس کرونا" نیمه تمام ماند و فدراسیون هندبال براساس نتایج بدست آمده تا هفته هشتم جدول نهایی ۲ گروه لیگ را متحد و مس کرمان را به عنوان قهرمان معرفی کرد.